# Khemais Jelassi
Khemais Jelassi – tunezyjski zapaśnik walczący w stylu wolnym. Brązowy medalista mistrzostw Afryki w 1971 roku.